# Фрегона
Фрегона (итал. Fregona) је насеље у Италији у округу Тревизо, региону Венето.
Према процени из 2011. у насељу је живело 1751 становника. Насеље се налази на надморској висини од 310 м.

## Становништво
Према резултатима пописа становништва 2011. у општини је живело 3.169 становника.
| 1931. | 1936. | 1951. | 1961. | 1971. | 1981. | 1991. | 2001. | 2011. |
| ----- | ----- | ----- | ----- | ----- | ----- | ----- | ----- | ----- |
| 4.186 | 3.763 | 3.742 | 3.538 | 3.077 | 2.910 | 2.936 | 2.927 | 3.169 |